# Nyctemera distinctum
Nyctemera distinctum là một loài bướm đêm thuộc phân họ Arctiinae, họ Erebidae.